# Hertha Hillfon

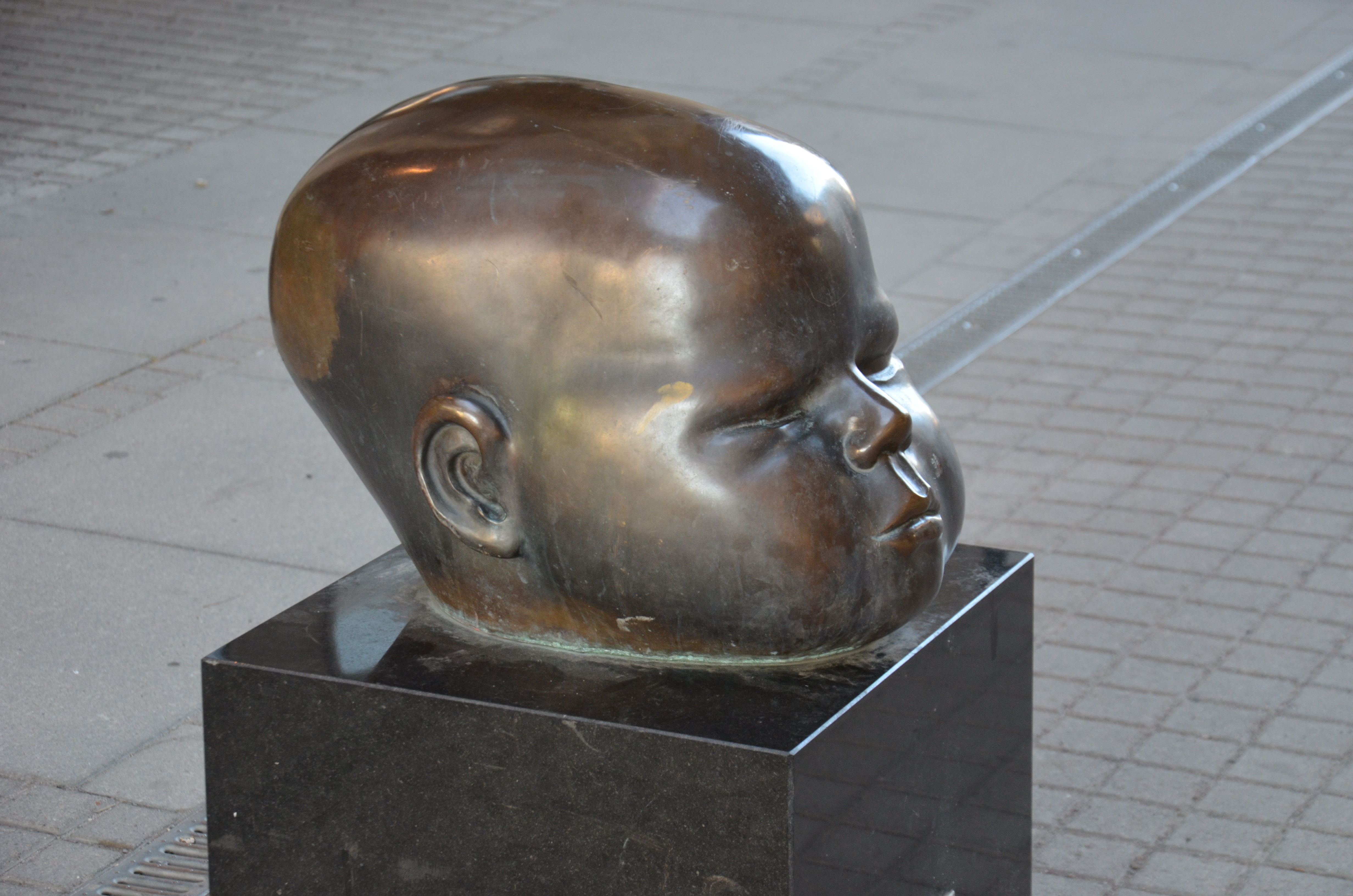
Barnhuvud i Marievik i Stockholm

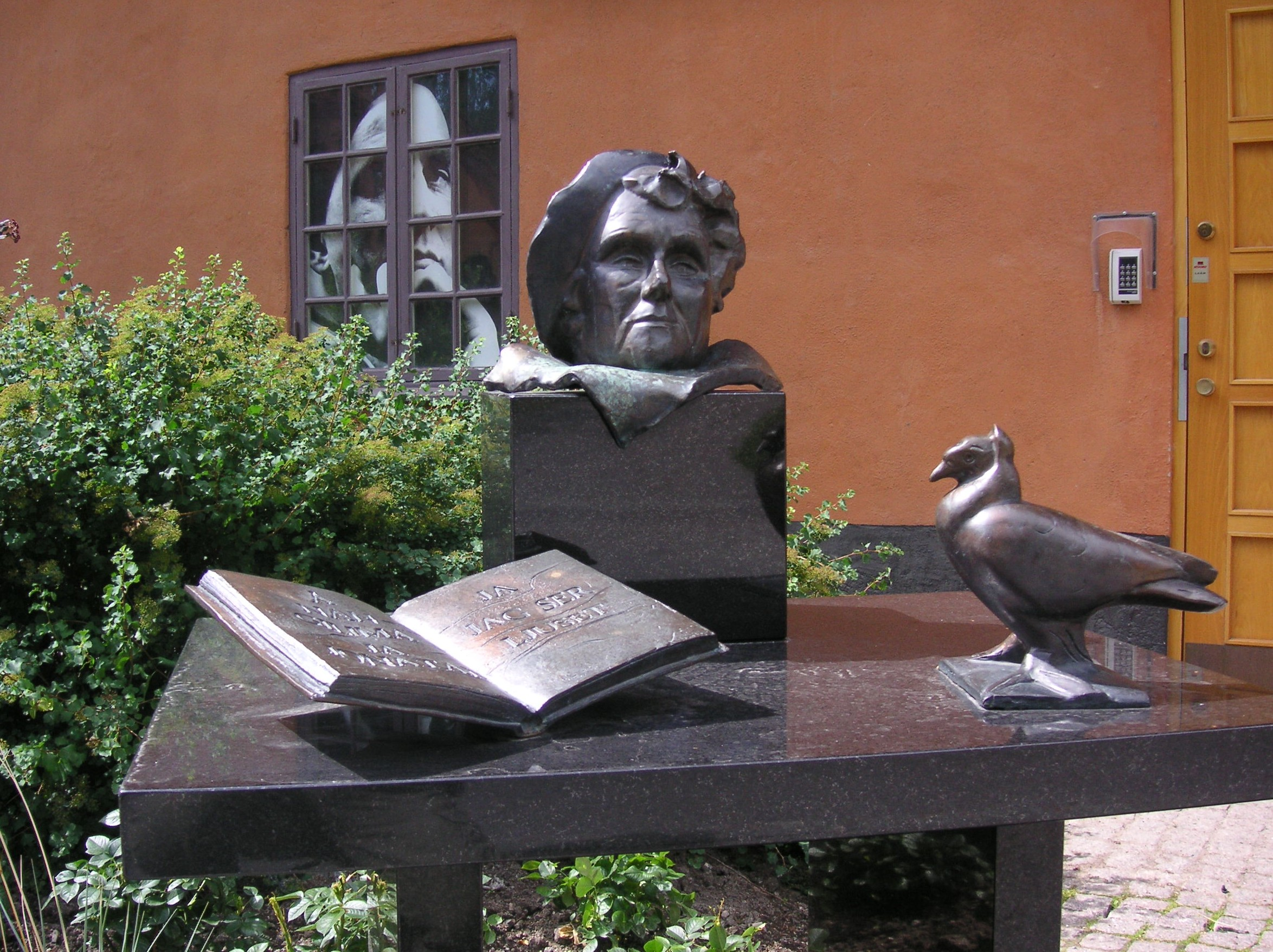
Astrid Lindgren, bronsbyst i Filmstaden, Solna.

Hertha Maria Lillemor Hillfon, född Forsberg den 2 juni 1921 i Säbrå församling i Ångermanland, död 25 oktober 2013 i Hägersten i Stockholm, var en svensk keramiker och skulptör.

## Biografi
Hertha Hillfon växte upp som nummer fyra av fjorton barn i skräddarmästare Filip Forsbergs och Märta Sedvalls familj, vilket skildrats i dokumentärfilmen Min mamma hade fjorton barn av brodern Lars Lennart Forsberg. Hon föddes i Härnösand. Familjen bodde på en rad orter innan  de  flyttade  till Stockholm. Hon utbildade sig på Edvin Ollers målarskola 1939, vid Edward Berggrens målarskola 1941 och långt senare på Konstfackskolan i Stockholm 1953–1957 under huvudläraren i keramik Edgar Böckman. Hon företog studieresor till Frankrike, Italien och Japan och debuterade 1958 på Svenska Slöjdföreningens Form i Centrum i Stockholm. Hon hade 2008 vid 87 års ålder sin sista utställning, på Waldemarsudde.
Vid sidan av Anders Bruno Liljefors var Hertha Hillfon nydanare av keramisk friskulptur i Sverige. Hennes debututställning på Galleri Artek i Stockholm 1959 mottogs positivt. Bland annat skrev Ulf Hård af Segerstad att hon "har inmutat ett nytt keramiskt revir vid sidan om det traditionella, ett mer oprövat, kanske en smula osäkert, men förvisso spännande, den fria, skulpturella keramikens". Efter denna följde flera utställningar i och utanför Sverige, senast Minnenas vind på Prins Eugens Waldemarsudde 2008.
Hon tilldelades bland andra Lunningpriset 1962. År 1971 blev hon ledamot av Kungliga akademien för de fria konsterna. 
Hon är representerad på bland andrat Nationalmuseum, Moderna museet i Stockholm, Kyoto Museum, Nordenfjeldske Kunstindustrimuseum i Trondheim, Graz Museum och Röhsska Museet i Göteborg samt Örebro läns landsting.
Hertha Hillfon fick 1993 professors namn. Hon var gift med arkitekten och formgivaren Gösta Hillfon och hade med honom barnen Curt Hillfon och Maria Hillfon. Hon bodde och arbetade sedan 1943 i Gösta Hillfons föräldrars villa vid Sexstyversgränd i Mälarhöjden i Stockholm, senare tillbyggd med bland annat ateljéhus som ritades av Gösta Hillfon. Makarna Hillfon är begravda på Skogskyrkogården i Stockholm.

## Hertha Hillfons Vänner
Den ideella föreningen Hertha Hillfons Vänner grundades 2014 för att främja kännedomen om Hertha Hillfon och hennes konstnärskap. Under 2017 och 2018 drev föreningen utställningsrummet Hertha Hillfon c/o Skeppsholmen i Gamla badhuset på Skeppsholmen i Stockholm.

## Hertha Hillfons villa och ateljé
Hertha Hillfon bodde och arbetade i en villa med verkstadshus och ateljéhus vid Sexstyversgränd i Mälarhöjden i Stockholm. Ateljéhuset ritades av Gösta Hillfon. Efter Hertha Hillfons död förde Föreningen Hertha Hillfons Vänner diskussioner om bevarande av dessa som museum. Det beslutades i oktober 2014 att Stockholms stad inte skulle köpa fastigheten. Våren 2017 ansökte ett antal personer om att ateljéhuset från 1968 skulle byggnadsminnesförklaras. Det blev dock i stället ombyggt till lägenhet i en bostadsrättsförening.

## Offentliga verk i urval
- keramik, i Elite Park Aveny Hotel i Göteborg
- keramik, i hotell Scandic Portalen i Jönköping (1963)
- Ansiktsmask, keramik, Garnisonen, Karlavägen i Stockholm
- Frida på kanin (1978), brons, Hinderstorpsgränd/Västerby backe i Rinkeby i Stockholm
- Vindens dotter (1979), mask i keramik, övre foajén i Berwaldhallen i Stockholm
- Musa (1983), keramisk friskulptur i Sölvesborgs bibliotek
- En hyllning till Dag Wirén (omkring 1987), skulptur i Örebro konserthus
- Skulpturer och reliefer i keramik, tunnelbanestation Danderyds sjukhus
- Astrid Lindgren (1996), brons, utanför Junibacken på Djurgården i Stockholm
- Astrid Lindgren (1996), brons, utanför Astrid Lindgrens barnsjukhus i Solna
- Astrid Lindgren (1996), bronsbyst, i Filmstaden Råsunda
- Ansiktsmasker (1998), Jarlaberg i Nacka
- Trumslagaren (1995), brons, Hötorget i Stockholm
- Duvan (1999), brons, S:t Eriksområdet på Kungsholmen i Stockholm
- Vindarnas dotter, Berwaldhallen i Stockholm
- Teaterpriset Guldmasken (omkring 1987)
- Cirrusmoln (1967), keramik på vägg, tidigare Farsta sjukhum i Stockholm, från 2024 entrén till Familjebostäders hyreshus på Kabelverksgatan 17 i Älvsjö i Stockholm

## Fotogalleri

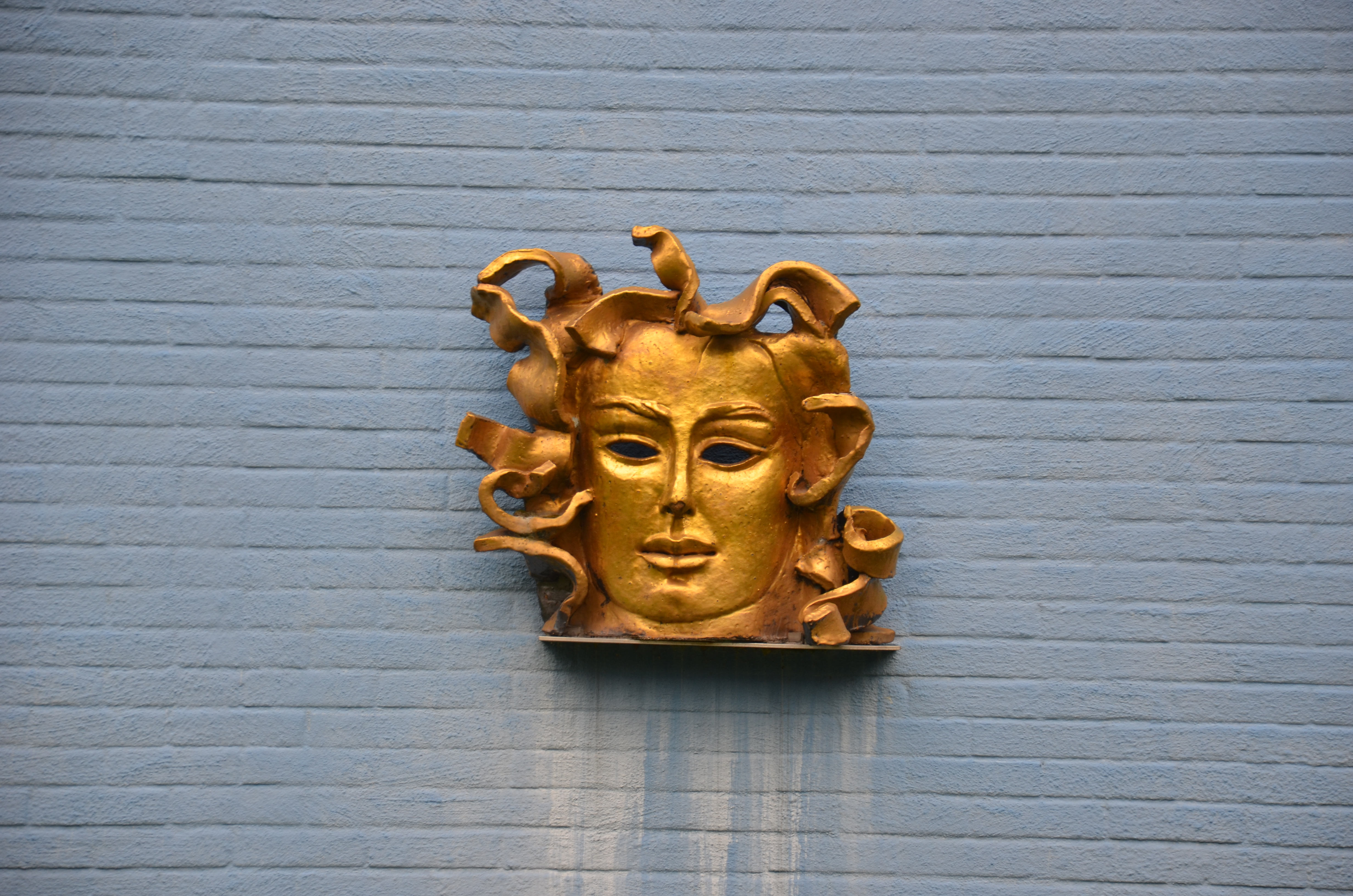
Solgudinnan i keramik i Polstjärnan i Hällefors
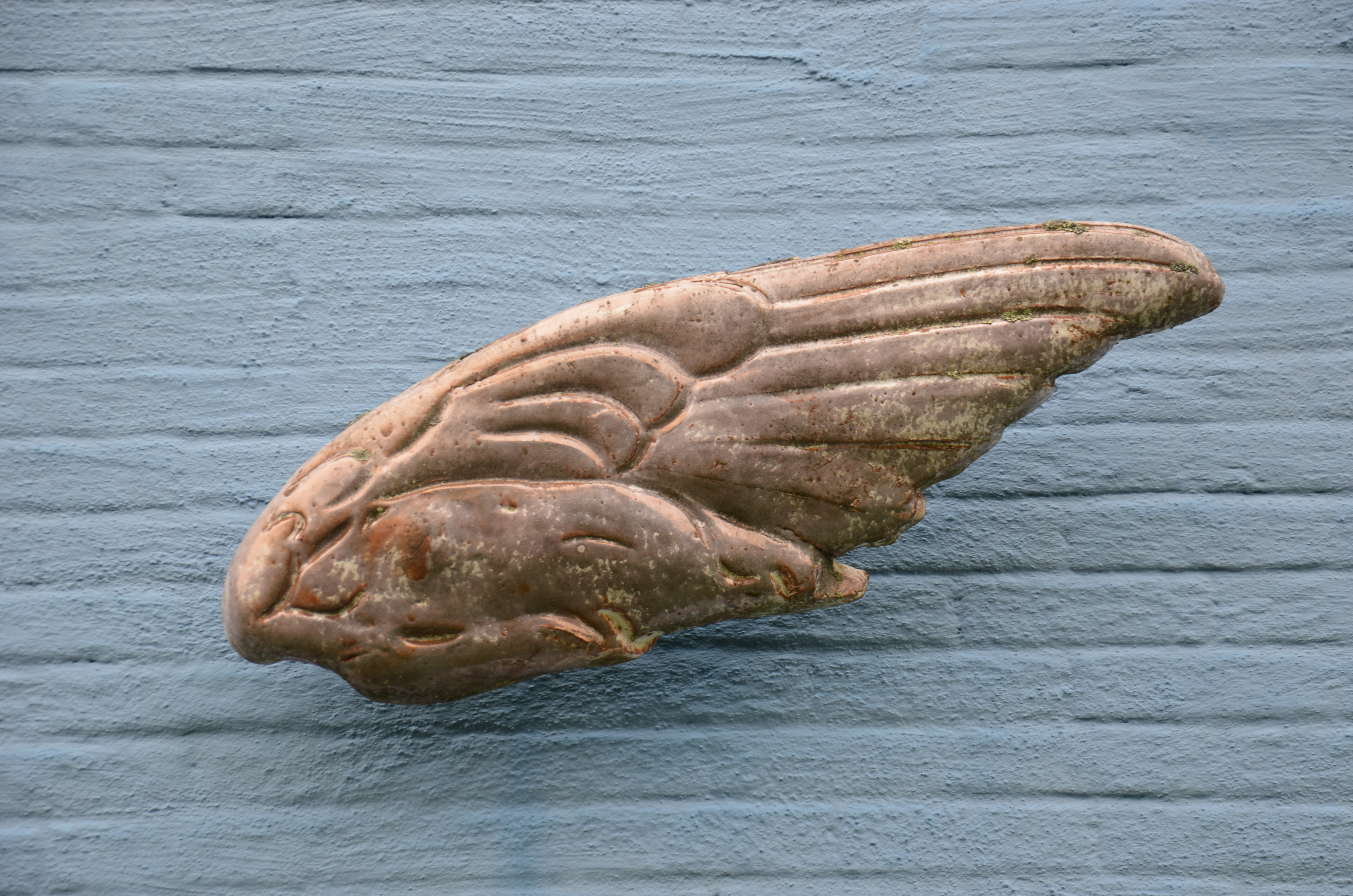
Ikaros vinge i keramik i Polstjärman i Hällefors
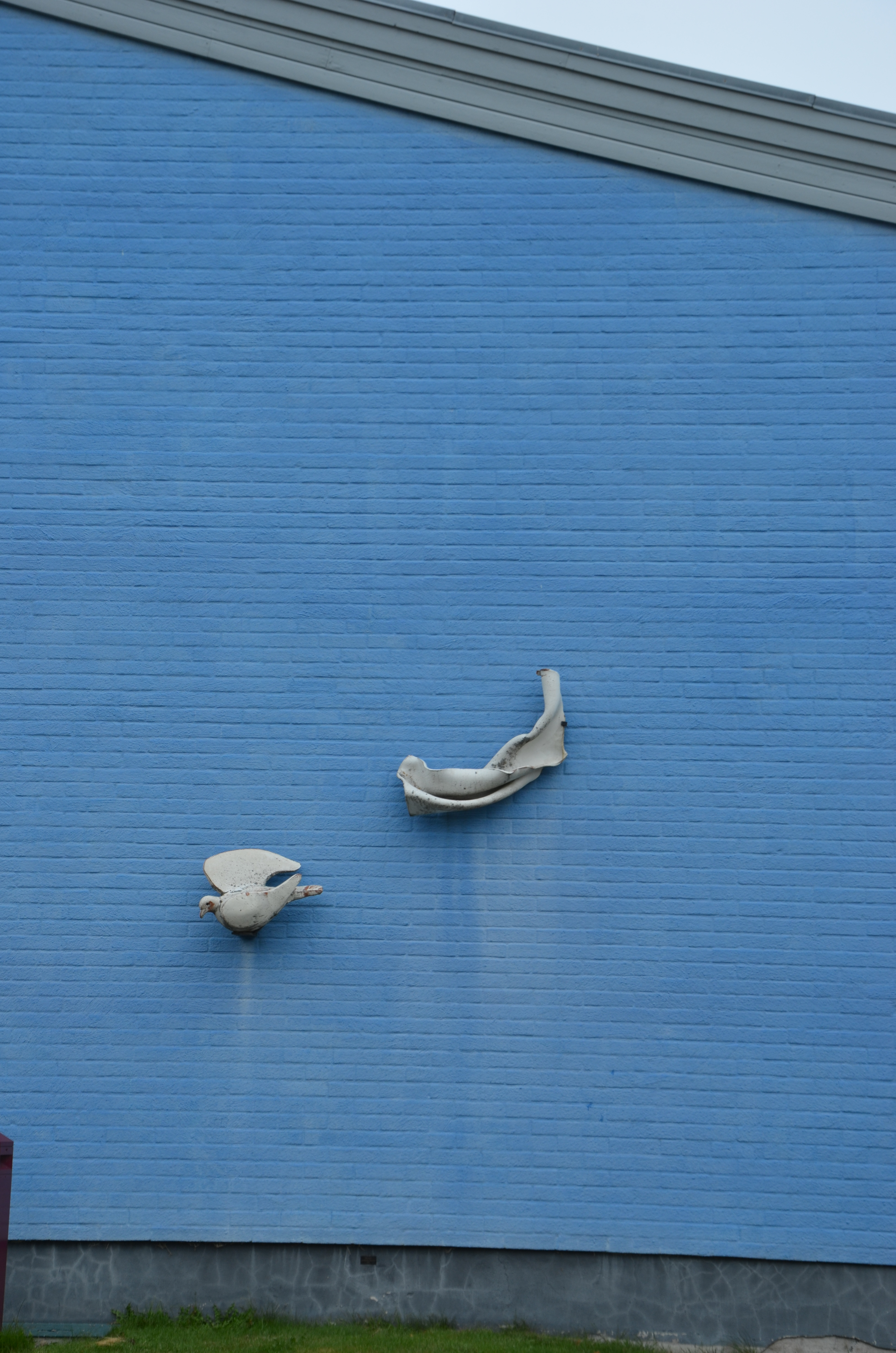
Duvan i Polstjärnan i Hällefors
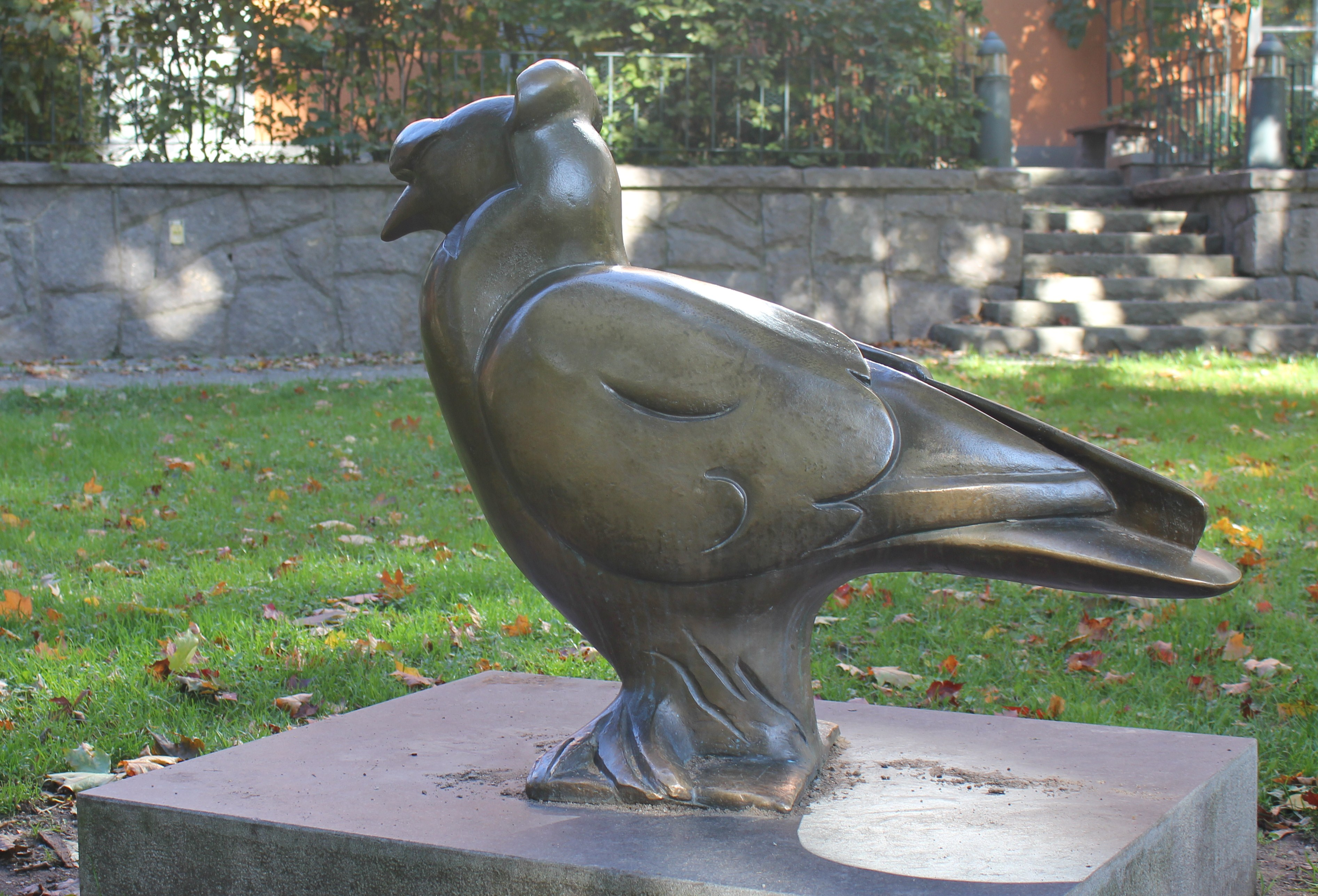
Duvan på Kungsholmen i Stockholm
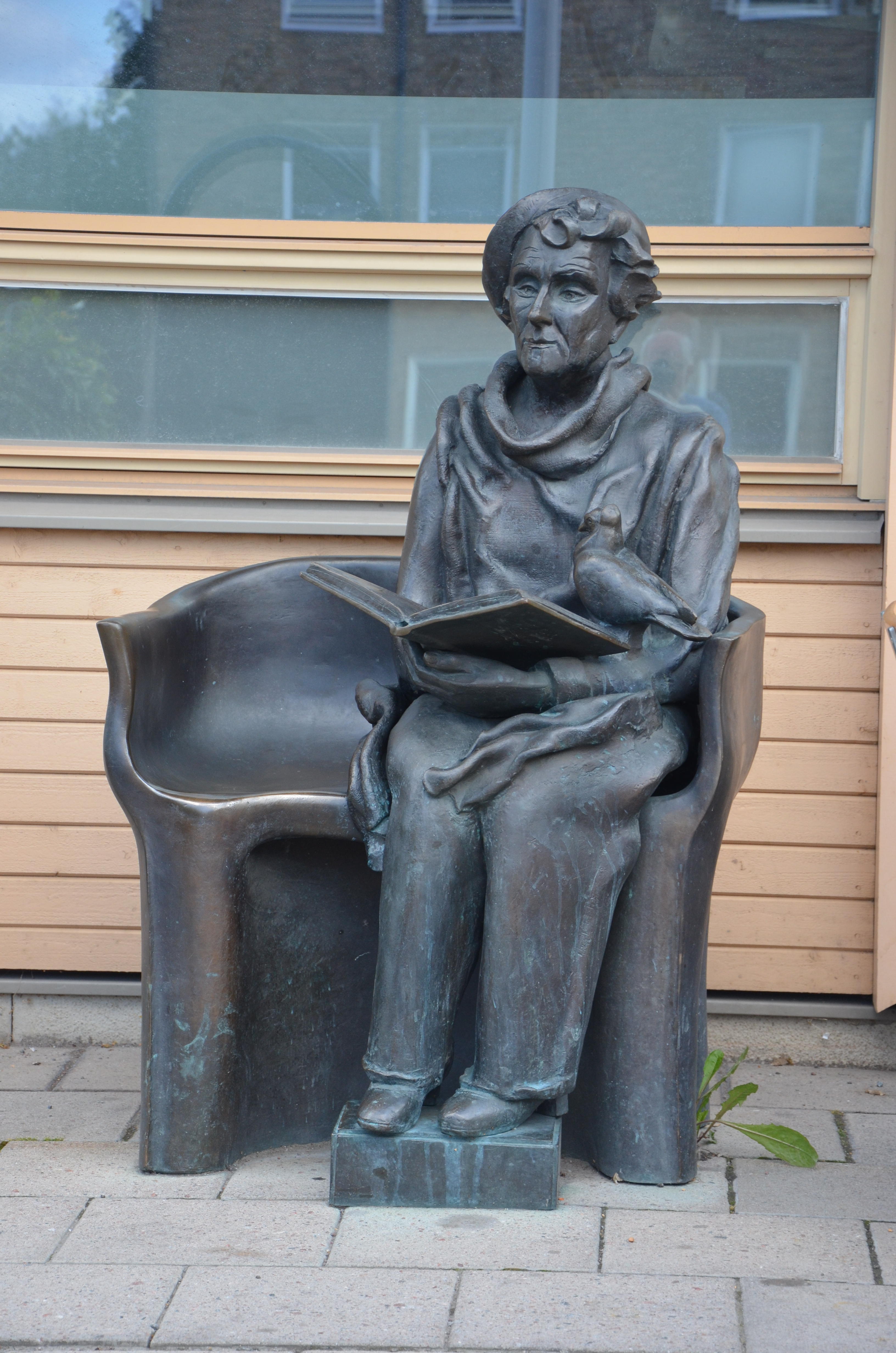
Staty över Astrid Lindgren, utanför Astrid Lindgrens barnsjukhus i Solna
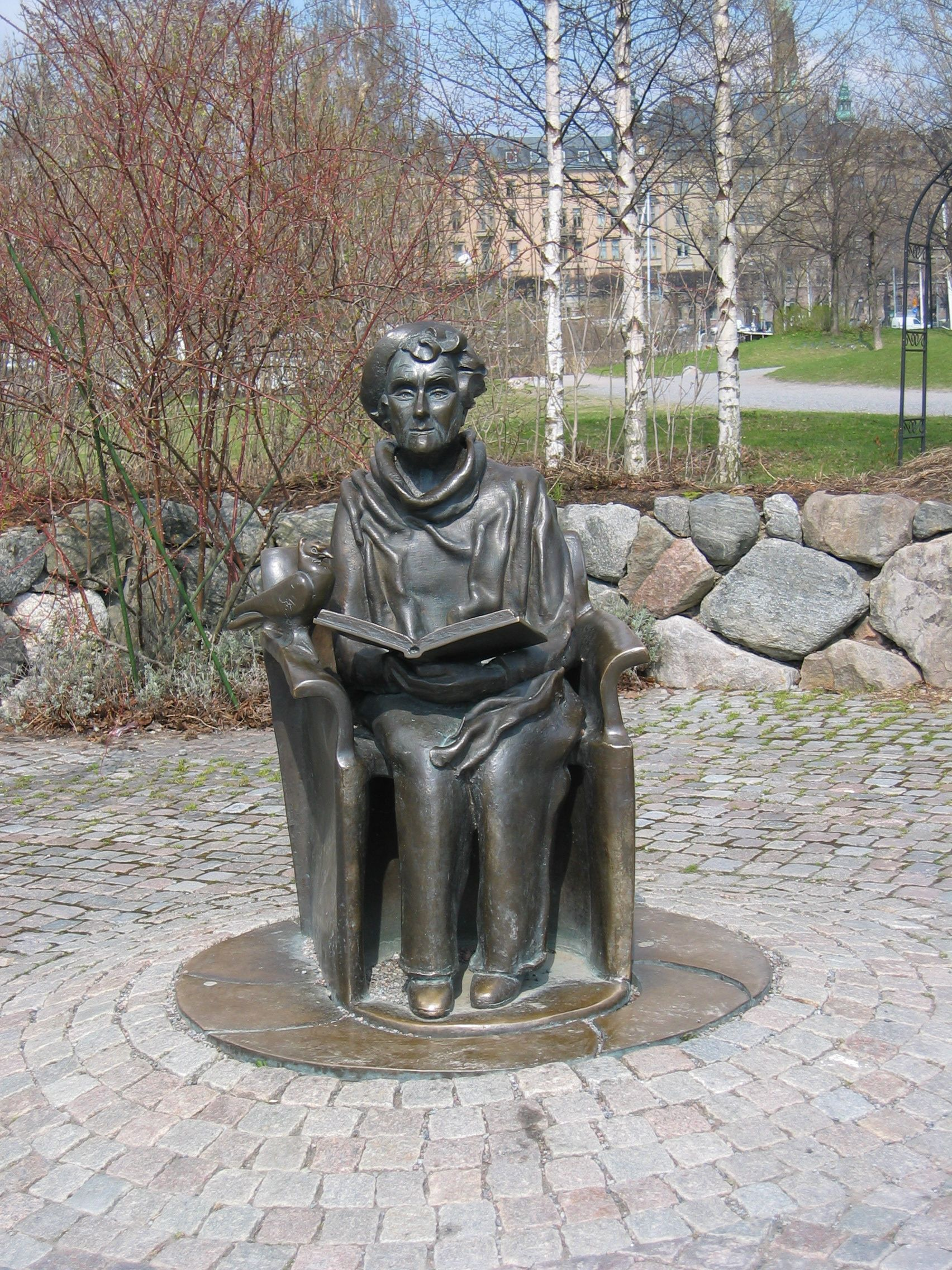
Staty över Astrid Lindgren utanför Junibacken på Djurgården i Stockholm
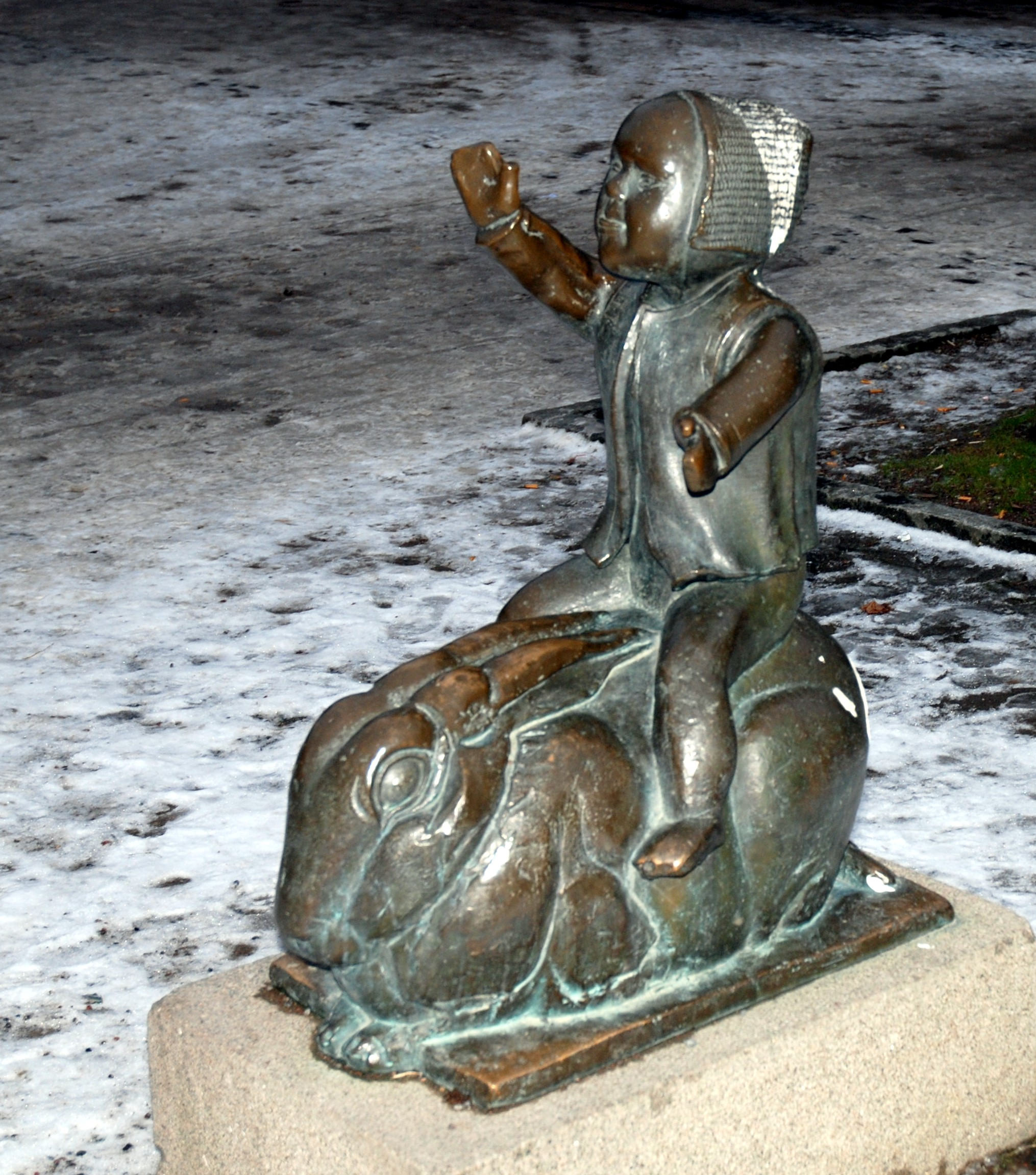
Frida på kanin i Rinkeby i Stockholm
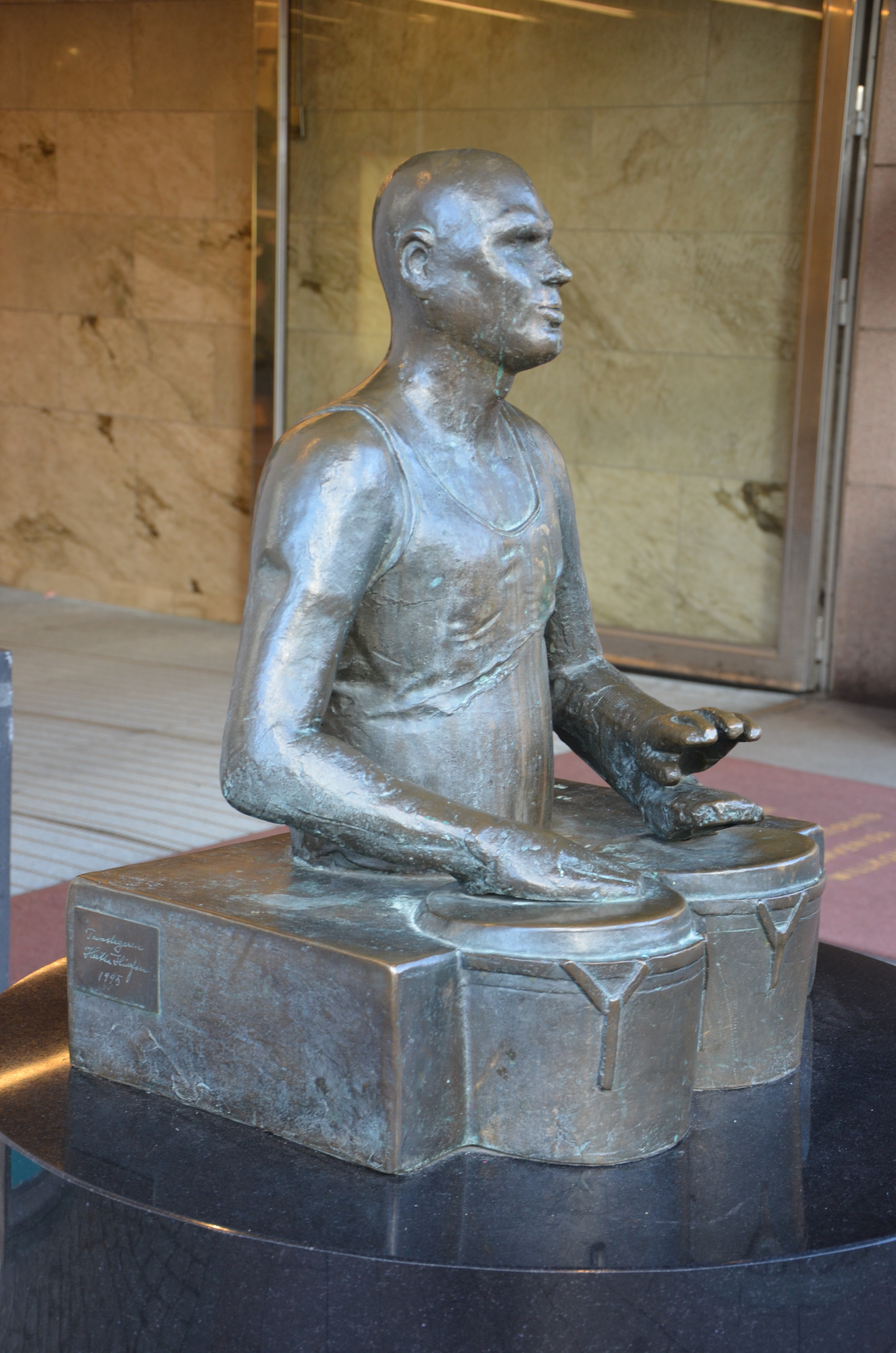
Trumslagaren utanför PUB  i Stockholm
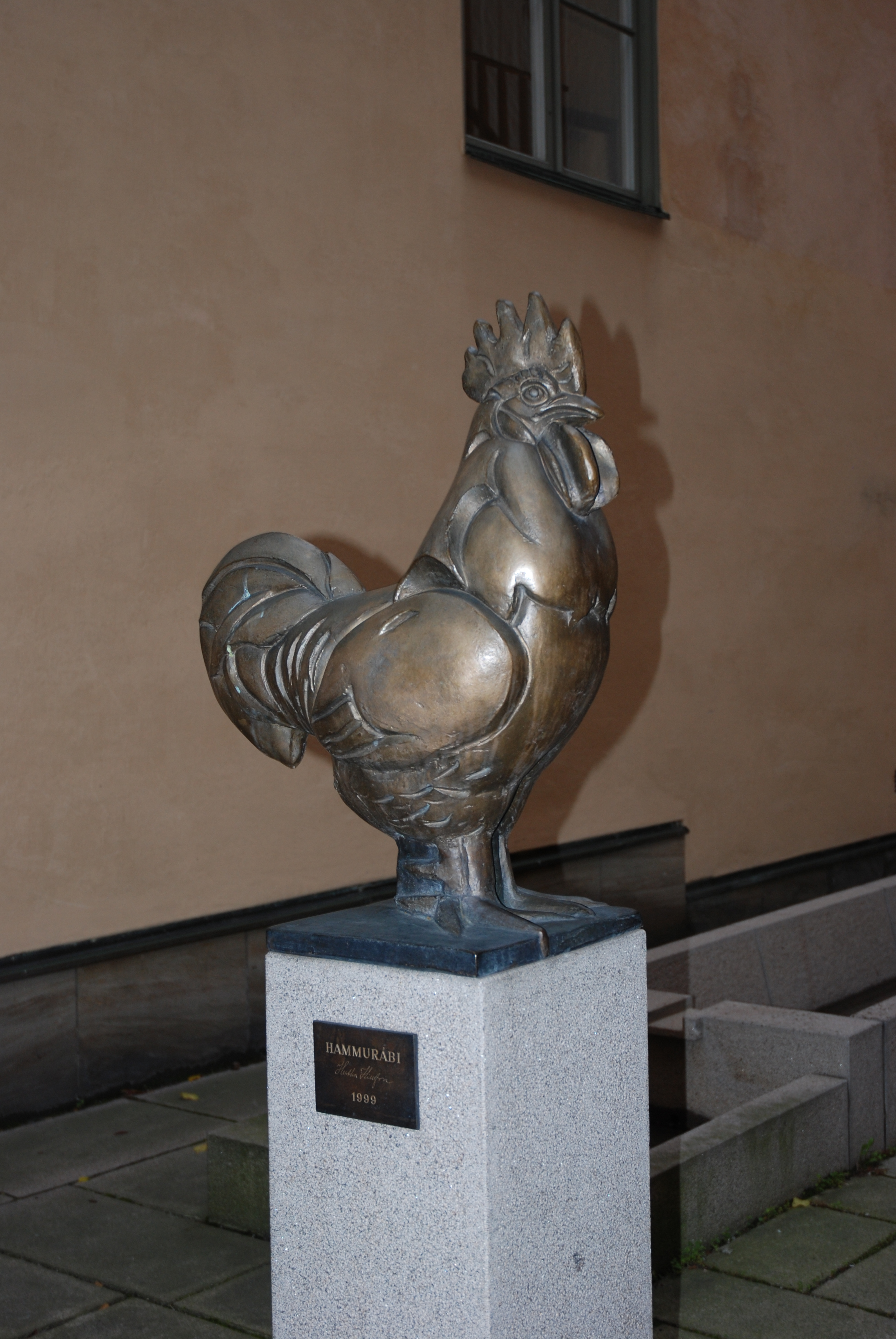
Tupp på Österlånggatan i Stockholm
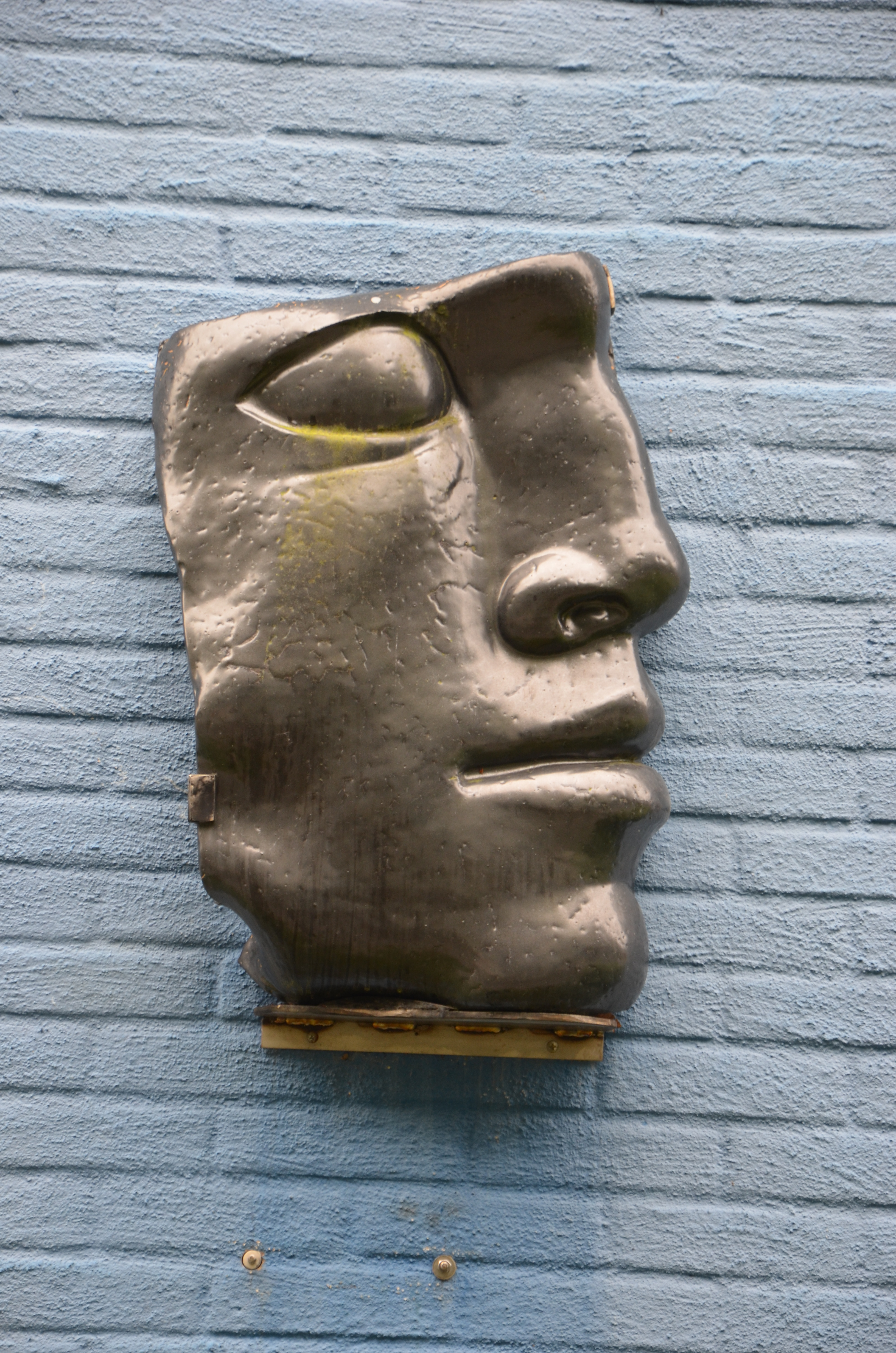
Sökaren i keramik i Polstjärnan i Hällefors